# Xã Lewis, Quận Northumberland, Pennsylvania
Xã Lewis (tiếng Anh: Lewis Township) là một xã thuộc quận Northumberland, tiểu bang Pennsylvania, Hoa Kỳ. Năm 2010, dân số của xã này là 1.915 người.